# Acar (Gattung)

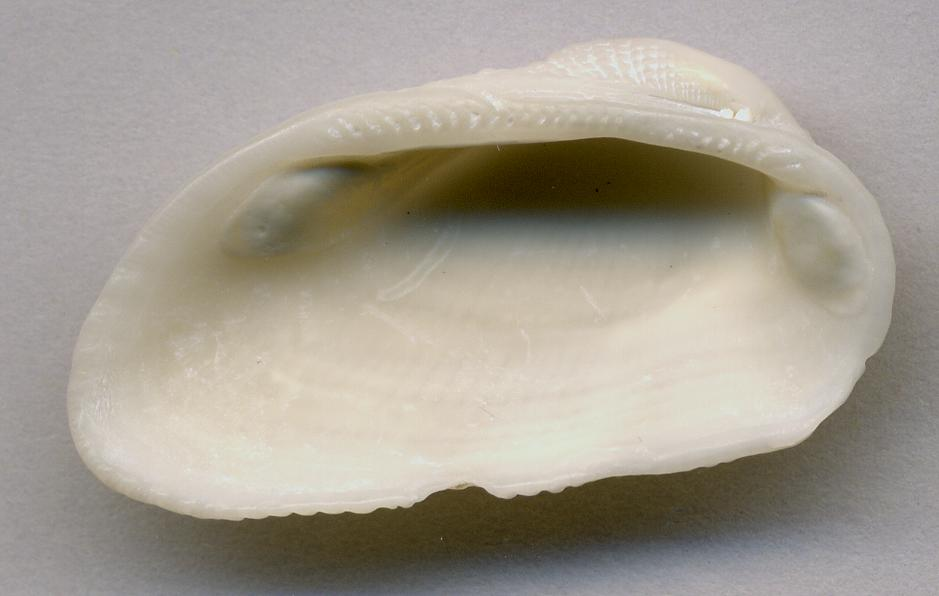
Innenseite der linken Klappe

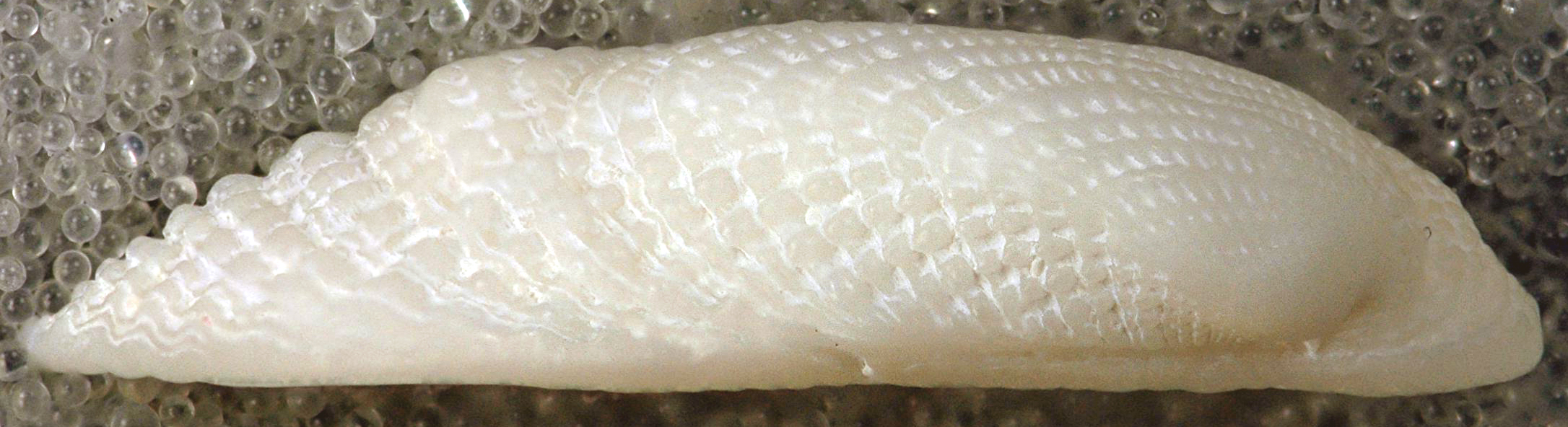
Ansicht der Dorsalseite mit dem sehr schmalen Dorsalfeld

Acar ist eine Muschel-Gattung aus der Familie der Archenmuscheln (Arcidae).

## Merkmale
Die z. T. etwas unregelmäßigen Gehäuse sind klein bis mittelgroß und im Umriss länglich-trapezförmig oder annähernd rechteckig. Der nach vorne eingekrümmte Wirbel sitzt im vorderen Teil des Gehäuses, d. h., der hintere Teil des Gehäuses ist deutlich verlängert. Der Dorsalrand ist gerade, aber im Verhältnis zur Gesamtlänge kurz. Im hinteren Gehäuseteil kann ein vom Wirbel zum Übergang Hinterrand/Ventralrand verlaufender Kiel vorhanden sein. Das hintere Ende (Übergang Hinterrand/Ventralrand) kann zugespitzt oder sehr eng gerundet sein. Die klaffende Öffnung für den Byssus ist eng, wenn überhaupt vorhanden. Der Ventralrand ist nahezu gerade oder leicht s-förmig gekrümmt.
Der leicht gebogene Schlossrand weist eine durchgehende Reihe senkrecht oder schräg stehender, z. T. gewinkelter Zähnchen auf; die Zähnchen werden jeweils nach außen hin größer und sind stärker gekippt. Das außen liegende Ligament ist opisthodet, d. h., es liegt hinter den Wirbeln.
Die Schale ist vergleichsweise dick, und das Gehäuse ist vergleichsweise schwer. Das Periostracum ist sehr dünn und hinfällig. Die Ornamentierung besteht aus feinen, aber rauen radialen Rippen und feinen konzentrischen Rippen, auch etwas dachziegelartig ausgezogen sein können. Die Kreuzungspunkte der radialen und konzentrischen Rippen sind oft gezähnelt.
Die zwei länglich-eiförmigen Schließmuskel sind ungleich groß, der vordere ist deutlich kleiner als der hintere Schließmuskel. Die Ansatzstellen der Schließmuskel sind oft verkalkt, d. h., an dieser Stelle bildet sich eine besondere Schalenschicht aus (Myostracum).

### Ähnliche Gattungen
Die Gehäuse der Barbatia-Arten sind meist etwas kleiner und eher länglich-eiförmig. Sie sind meist flach, d. h. nicht besonders aufgebläht. Der Dorsalrand erstreckt sich nicht über die gesamte Läge des Gehäuses. Auf dem hinteren Gehäuseteil fehlt ein Kiel vom Wirbel zum Hinterrand, oder ist nur ein schwacher Kiel ausgebildet. Die Gattung Arca hat dagegen immer sehr ausgeprägte Kiele und einen sehr langen Dorsalrand, der sich über fast die Gesamtlänge des Gehäuses erstreckt.

## Geographische Verbreitung und Lebensraum
Die Gattung ist im Atlantik und Pazifik verbreitet. Sie kommt dort vom Flachwasser bis in etwa 2000 Meter Wassertiefe vor. Sie lebt in Felsspalten und -ritzen, unter Steinen und in Höhlungen; aufgrund der beengten Verhältnisse in diesen Habitaten sind die Gehäuse gelegentlich auch etwas unregelmäßig geformt.

## Taxonomie
Das Taxon wurde 1857 von John Edward Gray als Untergattung von Barbatia aufgestellt. Gray nannte drei Arten als zur neuen (Unter-)Gattung gehörend: Barbatia reticulata, Barbatia divaricata und Barbatia gradata. Die Typusart ist Arca gradata Broderip & G. B. Sowerby I, 1829. Die MolluscaBase und die Paleobiology Database stellen folgende Arten zur Gattung Acar:
- - Acar abdita Oliver & Chesney, 1994
  - Acar agulhasensis (Thiele & Jaeckel, 1931)
  - †Acar aspera Conrad, 1854 (Eozän)
  - Acar bailyi Bartsch, 1931
  - Acar botanica (Hedley, 1917)
  - Acar carditaeformis (Dautzenberg & Fischer, 1897)
  - †Acar celleporacea (Tate, 1886) (Miozän)
  - †Acar cheribonensis Oostingh, 1935 (Pliozän)
  - Acar clathrata (Defrance, 1816)
  - Acar congenita (E. A. Smith, 1885)
  - Acar decorata (Hayami & Kase, 1993)
  - Acar domingensis (Lamarck, 1819)
  - Acar dubia (Baird, 1873)
  - Acar gradata (Broderip & G. B. Sowerby I, 1829)
  - †Acar harringtoni Laws, 1947 (Miozän/Pliozän)
  - †Acar lamellosa (Deshayes, 1858) (Eozän)[4]
  - Acar lepidoformis Francisco, Barros & Lima, 2012
  - †Acar lyelli (Tate, 1886) (Miozän)[4]
  - Acar marsupialis Oliver & Holmes, 2004
  - Acar naturezae Francisco, Barros & Lima, 2012
  - Acar oliveirae Francisco, Barros & Lima, 2012
  - Acar olivercoseli M. Huber, 2010
  - †Acar opuraensis (Powell & Bartrum, 1928)
  - Acar petasion (Kilburn, 1983)
  - Acar plicata (Dillwyn, 1817)
  - †Acar powelli Laws, 1950
  - Acar pusilla (G. B. Sowerby I, 1833)
  - Acar requiescens (Melvill & Standen, 1907)
  - Acar rostae (Berry, 1954)
  - Acar sandersonae Powell, 1933
  - Acar sociella (Brookes, 1926)
  - Acar squamosa (Lamarck, 1819)
  - Acar transmar Simone, 2009
  - †Acar trapeziformis (Martin, 1879) (Miozän)
  - †Acar whangaensis (Marwick, 1928)

Einige Arten wurden von Huber 2010 diskutiert.

## Belege